# William Regal
Darren Kenneth Matthews (né le 10 mai 1968 à Codsall), est un ancien catcheur (lutteur professionnel) britannique, reconverti en manager. Il travaille actuellement à la World Wrestling Entertainment en coulisses, sous le nom de William Regal.
Il commence sa carrière dans son pays et en Autriche à la Catch Wrestling Association avant de partir en 1993 aux États-Unis. Là-bas, il rejoint la World Championship Wrestling (WCW) sous le nom de Lord Steven Regal où il devient à quatre reprises champion du monde Télévision de la WCW. Il se fait renvoyer de cette fédération en 1998.
Il signe un contrat avec la World Wrestling Federation dans les semaines qui suivent avant d'être renvoyé après un passage infructueux en cure de désintoxication.
Il retourne à la WCW où il reste jusqu'en 2000 avant de s'engager avec la WWF (WWE à partir de 2002) et y adopte le nom de William Regal. D'abord catcheur, il devient directeur général (figure d'autorité à l'écran) en partie à cause de ses problèmes de santé avant de retourner sur le ring. En tant que catcheur, il remporte à quatre reprises le championnat européen de la WWF / WWE, le championnat intercontinental à deux reprises, le championnat hardcore à cinq reprises et le championnat du monde par équipe à quatre reprises (deux fois avec Lance Storm, puis avec Eugene et enfin avec Tajiri). En plus de cela, il est le vainqueur du tournoi King of the Ring 2008.
Il arrête sa carrière en 2011 et continue de travailler à la WWE comme entraîneur, directeur général de NXT et comme directeur du développement des talents et responsable du recrutement mondial de août 2014 à janvier 2022.
Il a travaillé entre mars et décembre 2022 à la All Elite Wrestling  en tant qu'entraineur et en tant que manager de Bryan Danielson, Jon Moxley, Wheeler Yuta et Claudio Castagnoli. Il revient à la WWE en décembre 2022.

## Carrière

### Débuts (1983-1993)
Matthews fait ses débuts sur un ring de catch dans des fêtes foraines dans la région de Blackpool à l'âge de quinze ans. Après avoir lutté sous son véritable nom, il décide d'utiliser le nom de Steve Regal et fait souvent équipe avec Robbie Brookside (en) dans l'émission World of Sport (en). Il part aussi travailler dans diverses fédérations en Europe et même au Proche-Orient ou encore en Afrique du Sud. La World Wrestling Federation lui fait passer un essai en 1991 mais ne l'engage pas. Un an plus tard, il part en Allemagne et en Autriche où il lutte à la Catch Wrestling Association.

### World Championship Wrestling (1993-1998)
En 1991, la World Championship Wrestling (WCW) fait une tournée en Grande Bretagne où les officiels engagent Regal d'abord pour cette tournée avant de lui faire signer un contrat à temps plein à partir de 1993. 
Il remplace Brian Pillman le 18 août au cours de Clash of the Champions XXIV comme équipier de Steve Austin alors champion du monde unifié de la WCW et de la National Wrestling Alliance qu'ils perdent face à Arn Anderson et Paul Roma. Peu de temps après, il adopte le gimmick de Lord Steven Regal, un aristocrate anglais managé par Sir William (en). C'est grâce à l'aide de son manager en fin de match qu'il devient champion du monde Télévision de la WCW le 19 septembre durant Fall Brawl après sa victoire face à Ricky Steamboat. La plupart de ses défenses de titre se concluent par des égalités après avoir limite de temps que ce soit face à Davey Boy Smith le 24 octobre au cours d'Halloween Havoc, face à Steamboat le 27 décembre durant Starrcade ou encore face à Dustin Rhodes le 27 janvier 1994 lors de Clash of the Champions XXVI,,.
Ses remarques anti américains durant ses interviews agacent Larry Zbyszko qui décide de quitter son poste de commentateur pour remonter sur le ring. Il perd son titre face à Zbyszko au cours de l'enregistrement de WCW Saturday Night du 28 mai et le récupère le 23 juin durant Clash of the Champions XXVII,.
Après cela, il doit affronter Sting le 17 juillet à Bash at the Beach dans un match pour le championnat du monde Télévision mais ce dernier se blesse. Regal se retrouve face à Johnny B. Badd et il conserve son titre. Ils s'affrontent à nouveau le 18 septembre à Fall Brawl où Badd met fin au second règne de Regal.
En fin d'année, il commence à faire équipe avec Jean-Paul Levesque avant le départ de ce dernier courant 1995. Après le départ de Regal, il s'allie avec Earl Robert Eaton.

### World Wrestling Federation (1998-1999)
La première apparition de Regal à la WWF était le 29 juin 1998 dans une édition de RAW is WAR, où il battait Droz via soumission avec le Regal Stretch. Regal n'avait pas de gimmick particulière à ce moment-là, et ne sera plus revu sur les écrans de la WWF jusqu'à ce qu'il retourne en tant que "Real Man's Man", une personnalité basée sur l'image de The Brawny Man. Des promos pour le personnage le montraient faire des choses "d'hommes" comme couper du bois, se raser avec un rasoir, et presser son propre jus d'orange. Il débutait en octobre 1998. Il affrontait X-Pac dans le premier tour d'un tournoi pour le vacant WWF Championship au Survivor Series 1998. Le match s'achevait en double décompte à l'extérieur, éliminant les deux hommes du tournoi.
Regal pointait en réhabilitation en janvier 1999 et était renvoyé de la WWF en avril.

### Retour à la World Championship Wrestling (1999-2000)
Après son retour de réhabilitation, Regal s'est vu réinvité dans le monde du catch, faisant un bref retour à la WCW.
Comme lors de son premier passage, la plupart des performances de Regal se passaient en équipe. Il poursuivait son rôle de heel et avait des petites rivalités avec des équipes comme Filthy Animals. Cependant, comme la WCW commençait à perdre la guerre des audiences face à la WWF, Regal était de nouveau renvoyé en février 2000.

### Retour à la World Wrestling Federation / Entertainment (2000-2022)

#### Retour (2000-2002)
Regal est  de nouveau engagé par la WWF et envoyé à la Memphis Championship Wrestling pour peu de temps. Après un combat mémorable avec Chris Benoit au troisième et annuel Brian Pillman Memorial Show, il est promu dans le roster principal et revient le 18 septembre 2000 lors d'une édition de Raw is War en tant que Steven William Regal (bientôt écourté en William Regal), un stéréotype du britannique snob. En heel, Regal a beaucoup plus de succès, remportant le WWF European Championship. Il devient plus tard à (l'écran) le commissionnaire et auto-proclamé "Ambassadeur Divin" de la WWF et est dans un registre assez comique l'associé de Tajiri.
Dans une interview, Regal exprime ses sentiments affectueux envers la WWF, citant le support d'organisation et la patience pendant son temps passé dans et en dehors de la réhabilitation, qui l'a aidé à mener à des réunions et autres relations plaisantes.
Pendant la storyline de la WCW/ECW Alliance, Regal devient heel envers ses catcheurs de la WWF en coûtant à Kurt Angle (alors un babyface) le titre de la WWF et joignant l'alliance WCW. Il est viré de son poste de commissionnaire par Linda McMahon, mais Shane McMahon, qui est alors le propriétaire heel de la WCW, l'engage en tant que Commissionnaire de l'Alliance. Après que l'Alliance est battue aux Survivor Series 2001, Regal est forcé d'embrasser les fesses de Vince McMahon (littéralement) pour garder son travail. Il devient ainsi le premier membre du club très fermé du Mr. McMahon « Kiss My Ass » club.
2002 est une année mouvementée pour Regal. Après une absence due à une blessure au nez, Regal revient et bat Edge, remportant le WWE Intercontinental Championship. Regal perd par la suite le titre Intercontinental face à Rob Van Dam, remporte le titre Européen pour une troisième fois, et porte brièvement le WWE Hardcore Championship.

#### RAW (2002-2005)
À la mi-2002, la World Wrestling Federation est renommée World Wrestling Entertainment, et le roster est divisé en deux "divisions". Pendant cette période, il est drafté à RAW par Ric Flair.
Regal commence par la suite à faire équipe avec Lance Storm, Christian forme une équipe avec Chris Jericho, et Test se dirige vers la compétition solo. Storm et Regal remportent le World Tag Team Championship mais Regal doit par la suite abandonner le titre à cause de problèmes cardiaques (qui au départ était censé être un virus à l'estomac contracté pendant une tournée de la WWE en Inde).
Au retour de Regal, Eugene (le neveu « dérangé » du General Manger de RAW Eric Bischoff) est confié à Regal lors de son retour à la WWE. Il devient ami avec Eugene, ce qui le rend face. Le 15 novembre 2004 à RAW, lui et Eugene battent La Résistance et remportent le World Tag Team Championship.
Plus tard, Eugene se blesse lui-même à New Year's Revolution après avoir raté un dropkick.
Ceci va leur coûter le World Tag Team Championship, alors que Regal ne réussit pas à défendre les titres avec l'annonceur Jonathan Coachman en tant que partenaire.
Le 4 février 2005, Regal et sa vieille connaissance Tajiri battent La Résistance pour remporter le World Tag Team Championship dans une édition de RAW, diffusée en direct du Japon, le pays de Tajiri.
Le 1er mai 2005, à Backlash, Regal & Tajiri participent dans un "Tag Team Turmoil" match dans lequel quatre équipes sont en compétition pour les titres par équipe. Regal et Tajiri sont éliminés par La Résistance qui elle-même est éliminée par Hurricane et Rosey, qui deviennent les nouveaux champions.

#### SmackDown (2005-2007)
Le 30 juin 2005, Regal est envoyé à SmackDown! dans le cadre d'un échange à 11 à la suite du draft, laissant derrière son partenaire par équipe, Eugene.
Regal va prendre Burchill sous son aile et faire équipe avec lui pour le WWE Tag Team Championship mais la plus grosse exposition de l'équipe est une défaite dans un match handicap contre Bobby Lashley à Armageddon.
À No Mercy 2006, Regal perd contre le revenant Chris Benoit.
Le 20 octobre lors de Friday Night Smackdown!, Regal réforme une équipe avec son vieux partenaire Dave Taylor.
À Armageddon 2006, ils sont dans un match par équipe qui était un 4-way ladder match comprenant Johnny Nitro et Joey Mercury et les Hardy Boyz, avec London et Kendrick qui l'emportent.

#### Retour à RAW, passage à l'ECW, nouveau retour à RAW et draft à SmackDown 2007-2011)

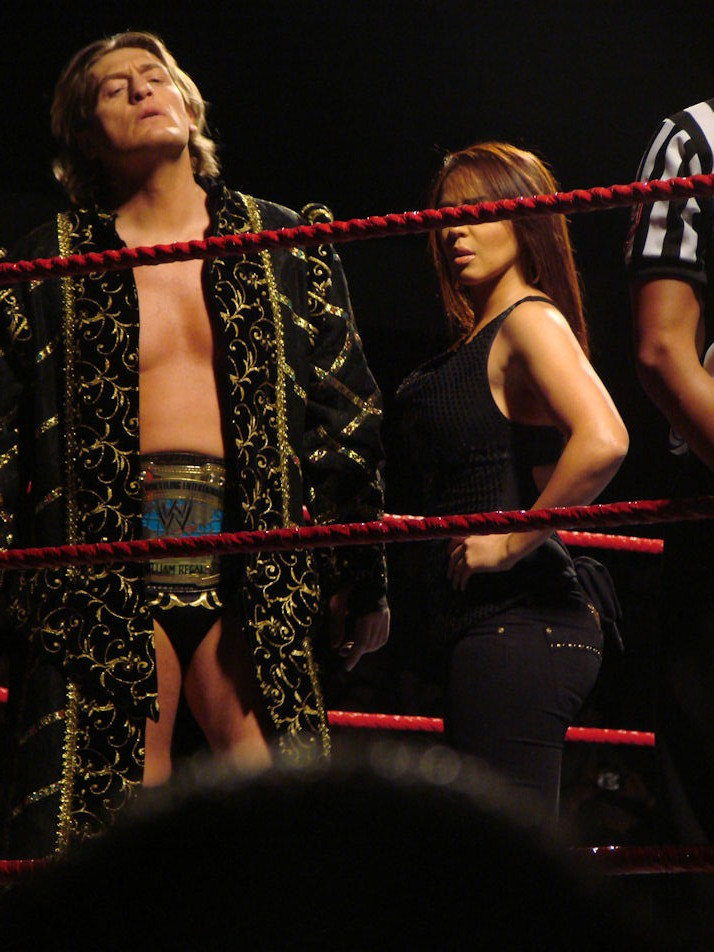
William Regal avec la ceinture de champion intercontinental et Layla El.

Le 17 juin 2007, Regal est drafté à Raw pendant le Draft supplémentaire, mettant fin à son équipe avec Dave Taylor.
Lors du Raw du 10 novembre il remporte le Intercontinental Championship face à Santino Marella, chez lui, en Angleterre. Le 19 janvier il perd son titre au profit de CM Punk.
Lors de Extreme Rules 2009, il affronte Kofi Kingston, MVP et Matt Hardy dans un Fatal-Four-Way Match pour le WWE United States Championship remporté par Kofi Kingston, le tenant du titre.
Le 29 juin, il est drafté à la ECW.
Il tentera en vain à plusieurs reprises de remporter le titre de la ECW.
Après la fermeture définitive de la ECW, il rejoint Raw et remplace MVP en tant que mentor de Skip Sheffield lors de la saison 1 de WWE NXT.
Il participe au Royal Rumble 2011, où il entre 5e. Il manque d'éliminer John Morrison car celui-ci s'accroche aux barrières pour échapper à l'élimination. Il est éliminé en 3e position par Ted DiBiase Jr.
Lors du draft supplémentaire, il est drafté vers SmackDown.

#### Commentateur et Manager général de NXT (2012-2022)
Il devient commentateur à NXT en 2012.
Lors d'Over The Limit, il participe à la bataille royale mais se fait éliminer en 14e position par Christian, qui lui sera le vainqueur.
Il a été annoncé lors des enregistrements de NXT la dernière semaine de juillet 2014 qu'il sera le nouveau General Manager de NXT.
Le 22 janvier 2018, il apparaît lors du 25e anniversaire de Raw avec les meilleurs general managers que la WWE ait connu. 
Le 28 mars à NXT, il annonce la création du NXT North American Championship, dont le premier champion sera couronné lors de NXT Takeover: New Orleans.
Il est renvoyé de la WWE le 5 janvier 2022.

### All Elite Wrestling (2022)
Le 6 mars 2022 à Revolution, il fait ses débuts à la All Elite Wrestling, en tant que Tweener, en séparant Bryan Danielson et Jon Moxley, en pleine bagarre après la victoire du second sur le premier. Il pousse les deux hommes à faire la paix et se serrer la main. Le soir même, Tony Khan confirme qu'il a signé officiellement avec la compagnie. Trois soirs plus tard à Dynamite, il devient officiellement leur manager général et pour leur premier match ensemble, ils battent The Workhorsemen.
Le 6 avril à Rampage, après la victoire de Jon Moxley sur Wheeler Yuta, il recrute le jeune catcheur dans son nouveau clan : le Blackpool Combat Club. Le 11 mai à Dynamite, il effectue définitivement un Face Turn en poussant ses hommes à la bagarre avec la Jericho Appreciation Society. Le 26 juin à AEW × NJPW: Forbidden Door, il recrute Claudio Castagnoli pour remplacer Bryan Danielson, blessé. Le Suisse fait ses débuts en battant Zack Sabre Junior.
Le 19 novembre à Full Gear, pendant le combat entre son protégé Jon Moxley et MJF pour le titre mondial de la AEW, il effectue un Heel Turn en prêtant son poing américain au second, permettant à ce dernier de gagner le match et le titre.

### Retour à la WWE (2022)
Il quitte l'AEW en décembre 2022 et revient à la WWE. Il prendra ses fonctions en tant que Vice-Président de la WWE en janvier 2023.

## Palmarès
- Memphis Championship Wrestling
  - 1 fois MCW Southern Heavyweight Champion
- World Championship Wrestling
  - 4 fois WCW World Television Championship[26]
- World Wrestling Federation / World Wrestling Entertainment
  - 2 fois WWE Intercontinental Champion[27]
  - 4 fois WWE European Champion (record du plus titré avec D'Lo Brown)[28]
  - 5 fois WWE Hardcore Champion[29]
  - 4 fois WWE World Tag Team Champion
    - 2 fois avec Lance Storm
    - 1 fois avec Eugene
    - 1 fois avec Tajiri[30]

  - King of the Ring (2008)

## Récompenses de magazines
- Pro Wrestling Illustrated

| Année | 1993 | 1994 | 1995 | 1996 | 1997 | 1998 | 1999 | 2000 | 2001 | 2002 | 2003 | 2004       | 2005 | 2006 | 2007 | 2008 | 2009 | 2010 | 2011 | 2012       | 2013 |
| ----- | ---- | ---- | ---- | ---- | ---- | ---- | ---- | ---- | ---- | ---- | ---- | ---------- | ---- | ---- | ---- | ---- | ---- | ---- | ---- | ---------- | ---- |
| Rang  | 71   | 18   | 36   | 56   | 80   | 188  | 233  | 222  | 61   | 20   | 67   | Non classé | 44   | 123  | 77   | 55   | 41   | 126  | 169  | Non classé | 156  |

- Wrestling Observer Newsletter
  - Catcheur qui s'est le plus amélioré de l'année (Most Improved) en 2004

- Power Slam
  - PS 50 : 1996/33

| Année | 2001   |
| Rang  | 40     |
| Ref.  | [ 32 ] |

## Vie personnelle
- Il a des animaux, notamment des serpents, huit lézards, une tortue, trois chats, et deux chiens. Il a affirmé dans une entrevue que la raison pour laquelle il détient autant d'animaux est que : « Les hommes me dégoûtent. Créatures abominables. »
- Darren est marié à Christina  depuis 1986, le couple a trois garçons, Daniel né en 1988, Dane né en 1991 et Bailey (également lutteur travaillant actuellement à NXT sous le nom de Charlie Dempsey) né en 1996.
- Son accent réel est très différent de celui qu'il utilise à la télévision. Sa voix à l'écran, selon Regal, est plus forcée et facile à détester.
- Il a aussi un tatouage sur sa jambe gauche qui dit « Made In England. »
- Matthews a participé dans un épisode de Weakest Link, remportant 2 des 3 premiers rounds pour finalement terminer troisième.
- À la WCW, il a été arrêté pendant un vol en provenance du Japon en direction des États-Unis quand il était saoul et urinait sur une hôtesse de l'air. Selon Regal, dans son livre, il était tellement saoul qu'il ne pouvait pas se rappeler l'incident, se réveillant dans une cellule à Anchorage en Alaska.
- Selon une entrevue qu'il a accordée sur Vince McMahon, Matthews a affirmé être athée.

## Livres
- Matthews, Darren et Chandler, Neil (2005) Walking a Golden Mile, Pocket Books  (ISBN 0-7434-7634-4)